# バスケットボール女子キューバ代表
バスケットボール女子キューバ代表（Cuba women's national basketball team）は、キューババスケットボール連盟により国際大会に派遣される女子バスケットボールのナショナルチームである。
国際大会の常連として知られ、オリンピックではモスクワで初出場をきめ、ボイコット明けには3大会連続出場も果たす。ワールドカップでは1990年に3位となるなど上位争いも展開している。

## 主な国際大会成績
- オリンピック
  - 1980年 － 5位
  - 1992年 － 4位
  - 1996年 － 6位
  - 2000年 － 9位
- ワールドカップの成績
  - 1953年 － 10位
  - 1957年 － 12位
  - 1971年 － 7位
  - 1983年 － 10位
  - 1986年 － 6位
  - 1990年 － 3位
  - 1994年 － 6位
  - 1998年 － 7位
  - 2002年 － 9位
  - 2006年 － 11位
- アメリカ選手権の成績